# فيفارو
فيفارو؛ بلدية في مقاطعة بوردينوني في منطقة فريولي فينيتسيا جوليا الإيطالية، وتقع على بعد حوالي 90 كيلومتر (56 ميل) شمال غرب ترييستي وحوالي 15 كيلومتر (9 ميل) شمال شرق بوردينوني.
تقع فيفارو على حدود البلديات التالية: اربا وكوردينونس ومانياقو وسان جورجيو ديلا ريشينفيلدا وسان كورينو وسبيلمبيرقو.